# Autoroute D1 (Tchéquie)
L’Autoroute D1 (en tchèque : Dálnice 1) est une autoroute tchèque qui va de Prague à la frontière polonaise, en passant par Brno et Ostrava. C'est la plus ancienne et la plus longue des autoroutes tchèques. 

## Caractéristiques
L'autoroute D10 est longue de 376,5 km. Elle est connectée à l'autoroute polonaise A1 qui se termine à Gdańsk.
La dernière section, longue de 10 km, près de Přerov, est en travaux depuis décembre 2022. 
L'autoroute D1 s'inscrit dans le réseau des routes européennes E50, E55, E59, E65 et E462.
Sur son parcours, l'autoroute D1 rencontre les autoroutes tchèques suivantes :
- D0 ou périphérique de Prague ( 10 à Modletice)
- D2 de Brno à la frontière slovaque ( 196 Brno)
- D46 de Vyškov à Olomouc ( 230 à Vyškov)
- D55 de Olomouc à Břeclav ( 265 à Hulín)
- D35 de Úlibice, près de Jičín, à Lipník nad Bečvou ( 296 Lipník nad Bečvou)
- D48 de Bělotín à Český Těšín ( 311 Bělotín)

## Historique
Les premiers projets de construction d'une autoroute à travers la Tchécoslovaquie remontent aux années 1930, mais ne furent pas mises en œuvre. Jan Antonín Baťa, chef du groupe Bata, proposa un tracé de Cheb à Velký Bočkov et fit même réaliser un projet à ses frais. Ce tracé évitait les centres importants et fut approuvé par le gouvernement. Après les accords de Munich (septembre 1938), ces plans furent modifiés, car la Tchécoslovaquie perdait une partie de son territoire. En l'espace de 12 jours seulement, un nouveau tracé allant de Prague à Jihlava et un anneau autoroutier autour de Prague furent conçus. Le 5 novembre 1938, il fut décidé d'élaborer un plan détaillé de la liaison routière de Prague à Zlín via Jihlava et Brno, puis en direction de la Slovaquie. Le 13 janvier 1939, le plan achevé fut approuvé et, une semaine plus tard, les travaux de construction commencèrent par l'abattage des arbres sur le tronçon entre Zástřizly et Lužná, puis à partir du mois de mai, entre Prague et Humpolec. L'autoroute, longue d'environ 300 kilomètres, devait être achevée en seulement quatre ans. Pendant l'occupation allemande, les plans furent légèrement modifiés, mais des travaux de terrassement et la construction de ponts se poursuivirent jusqu'en 1942. En raisons des restrictions dues à la guerre, les travaux furent alors définitivement arrêtés.
Après la guerre, un décret du président Edvard Beneš du 1er octobre 1945 ordonna la reprise de la construction de l'autoroute, mais après la prise du pouvoir par les communistes en février 1948, les entreprises de construction routière furent nationalisées et la construction de l'autoroute fut abandonnée. Elle ne reprit qu'en 1967 et le premier tronçon, entre Prague et Mirošovice fut ouvert à la circulatione le 12 juillet 1971. La liaison entre Brno et Prague fut achevée le 7 novembre 1980 avec le dernier tronçon de l'autoroute près de Humpolec. Entre 1988 et 1992, deux tronçons entre Brno et Vyškov furent mis en service, puis un tronçon entre Vyškov et Vrchoslavice en 2005.
L'autoroute D1 devait se poursuivre en direction de Starý Hrozenkov puis en Slovaquie, mais après la dissolution de la Tchécoslovaquie, le 31 décembre 1992, ces plans furent modifiés en 1996. Le nouveau projet prévoyait que la D1 se terminerait à Lipník nad Bečvou, où elle serait reliée à la future autoroute D47 en direction d'Ostrava et de la Pologne. En 2005, le gouvernement tchèque décida que la D47, une fois achevée, serait rebaptisée D1. Ainsi, le tracé de la D1 devait se prolonger jusqu'à la frontière tchéco-polonaise. En direction de la Slovaquie, il était prévu d'emprunter la voie rapide (rychlostní silnice) R49, qui bifurque de la D1 à Hulín. La section construite à l'origine sous le nom de D47 entre Lipník nad Bečvou et la frontière polonaise au nord d'Ostrava fut mise en service en plusieurs étapes entre le 1er décembre 2007 (tangente Ostrava-Bohumín) et le 30 novembre 2012.

## Source
- (cs) Cet article est partiellement ou en totalité issu de l’article de Wikipédia en tchèque intitulé « Dálnice D1 » (voir la liste des auteurs).